# Martina Berta
Pour les articles homonymes, voir Berta.
Martina Berta, née le 25 mars 1998 à Turin, est une coureuse cycliste italienne spécialiste de VTT cross-country.

## Palmarès en VTT

### Championnats du monde
- Vallnord 2015
  -  Championne du monde du cross-country juniors
- Nove Mesto 2016
  -  Médaillée de bronze du cross-country juniors
- Les Gets 2022
  -  Médaillée d'argent du relais mixte
- Glasgow 2023
  - 7e du cross-country
- Pal Arinsal 2024
  -  Médaillée de bronze du cross-country
  -  Médaillée de bronze du relais mixte

### Coupe du monde
- Coupe du monde de cross-country espoirs 
  - 2017 : 5e du classement général
  - 2019 : 4e du classement général, vainqueur d'une manche

- Coupe du monde de cross-country
  - 2021 : 21e du classement général
  - 2022 : 17e du classement général
  - 2023 : 6e du classement général
  - 2024 : 15e du classement général

- Coupe du monde de cross-country short track
  - 2022 : 19e du classement général
  - 2023 : 11e du classement général
  - 2024 : 21e du classement général

### Championnats d'Europe
- Brno 2019
  -  Médaillée d'argent du relais mixte (avec Simone Avondetto, Andrea Colombo, Eva Lechner et Luca Braidot)
- Novi Sad 2021
  -  Championne d'Europe du relais mixte
- Munich 2022
  - 10e du cross-country
- Melgaço 2025
  -  Championne d'Europe du relais mixte

### Championnats d'Italie
- 2015
  -  Championne d'Italie de cross-country juniors
- 2016
  -  Championne d'Italie de cross-country juniors
- 2019
  -  Championne d'Italie de cross-country
- 2022
  -  Championne d'Italie de cross-country
  -  Championne d'Italie de cross-country short track
- 2023
  -  Championne d'Italie de cross-country
  -  Championne d'Italie de cross-country short track